# 피터 본 칸트
"피터 본 칸트"(독일어: Peter von Kant)는 2022년 개봉한 프랑스의 코미디 드라마 영화이다. 프랑수아 오종이 감독을 맡았으며, 라이너 베르너 파스빈더의 희곡과 1972년 영화 《페트라 폰 칸트의 쓰디쓴 눈물》이 영화의 원작이다. 제72회 베를린 영화제(2022년) 개막작이자 황금곰상 경쟁 후보작이다. 배우 드니 메노셰가 주인공 페터 폰 칸트 역을 맡았다.